# Jan Diesbach
Jan (Johann) Diesbach SJ (10. dubna 1729, Praha – 2. prosince 1792 tamtéž) byl český jezuita, matematik a fyzik, teolog, filosof a vysokoškolský učitel, rektor pražské univerzity. 

## Život a činnost
Narodil se 10. dubna 1729 v Praze.
Vstoupil do jezuitského řádu. V letech 1751–1754 působil jako profesor v Olomouci, Brně a od roku 1760 ve vídeňském Theresianu.
Roku 1763 získal titul doktora filosofie a poté přednášel filosofii a fyziku na pražské univerzitě a v roce 1767 získal také doktorát teologie.
Po zrušení jezuitského řádu v roce 1773 byl jmenován vychovatelem a osobním učitelem matematiky arcivévody Františka, pozdějšího císaře Františka I.
V letech 1788 a 1792 byl rektorem Karlo-Ferdinandovy univerzity u sv. Klimenta.
Zemřel v Praze 2. prosince 1792 ve věku 63 let.

## Vědecká činnost
Byl stoupencem pojetí koncepce chorvatského fyzika, astronoma, matematika a filozofa R. J. Boškoviće. Po opuštění místa profesora dogmatiky se věnoval balbínovskému studiu genealogie.

### Spisy
- Bohuslai Balbini syntagma Kolowratiacarum, Praha, 1761
- Institutiones philosophicae de corporum attributis, Praha, 1765
- Exegesis entimologica de Ephemerarum apparitione, Praha, 1770
- Genealogische Tabellen des durchlauchtigen Hauses der Fürsten und Grafen von Kaunitz, 1770
- Tabularium bohemo genealogicum Bohuslai Balbini, Praha, 1767